# Figurer i Twillight
Følgende er en liste over personer i Stephenie Meyers bogserie, bestående af bøgerne Twilight, New Moon, Eclipse og Breaking Dawn.

## Hovedpersoner

### Bella Swan
Bella har langt, bølget, brunt hår, chokolade brune øjne og meget lys hud. Hun er også meget genert og går ikke i mærketøj. Hun er en meget naturligt køn pige. Bellas største ønske er at være sammen med Edward Cullen for evigt, og den eneste udvej er at blive til en vampyr. 
Edward vil helst ikke gøre Bella til sådan et uhyre, men bliver nødt til det, da hun bliver gravid med deres barn, og barnet er ved at tage livet af hende under fødslen .
Bella er venner med formskifteren (til kæmpe ulv, forveksles med varulv) Jacob Black. Det er kendt at Varulve og Vampyrer er naturlige fjender, og derfor kan Edward og Jacob ikke udstå hinanden. Jacob ønsker heller ikke at Bella bliver vampyr, og dermed bliver hans naturlige fjende, men da han kan se at hun er ved at dø, går han med til forvandlingen.
Bellas vampyr-evne er (til jer der ikke ved det, har nogle vampyrer specielle evner, Carlisle tror det har noget at gøre med ens forrige livs forklaringer) et mentalt skjold, sådan at hvis vampyrer med mentale evner som fx Jane ikke kan skade hende eller andre vampyrer som Edward, ikke kan læse hendes tanker. Men Bella har usædvanligt stærke evner. Så stærke at selv som menneske kan Edward ikke læse hendes tanker.
I Breaking dawn(den sidste bog) lærer hun at styre sine evner bedre, sådan at hun kan trække sit mentale skjold ud over andre personer. Til sidst kan hun endda trække sit skjold væk fra sig, så Edward kan læse hendes tanker.
Bella føder også Renesmee (hun får hende sammen med Edward), som har nogle evner der er det stik modsatte af sine forældres. I modsætning til Bella, der kan skabe et mentalt skjold, og Edward, der kan læse tanker, kan Renesmee trænge igennem skjold og dele sine tanker med andre ved fysisk kontakt. Desuden tiltrækker hun folk mentalt.
Kristen Stewart spiller rollen som Bella Swan i Twilight-filmene

### Edward Cullen
Edward Anthony Mason Cullen blev født i Chicago i 1901. Han blev vampyr, da han var 17 år gammel, og var ved at dø af den spanske syge. Som vampyr fik han evnen til at kunne læse tanker (på nær Bellas). Edwards rigtige navn var Edward Anthony Mason, og havde grønne øjne. Han var nær død af den Spanske Syge, men Carlisle reddede ham ved at gøre ham til vampyr. I 2005 bliver han kærester med Bella (Isabella Swan, senere Bella Cullen), og i Breaking Dawn bliver han gift med Bella og de får en datter der hedder Renesmee (også kaldet Nessie). Edward er meget imod at Bella bliver forvandlet, da han mener at vampyrer ikke har en sjæl, men bliver dog nødt til det da Bella er ved at dø under graviditeten. Edward bider Renesmee ud ved fødslen. I starten hader han Jacob, men han kommer til at blive bedre venner med ham, under Bellas graviditet. Ham og hans familie er truet af Volturi-Klanen, så de samler alle de vampyr-klaner, der vil være med til at kæmpe mod Aro og Volturi-klanen. De sejrer til sidst og slutter fred med dem.
I Twilight-filmene spiller Robert Pattinson rollen som Edward Cullen.

### Jacob Black
Jacob Black er Bellas bedste ven. Han er en Quileute Native American og formskifter, der kan skifte form fra menneske til varulv.
Han bor sammen med sin far, Billy Black, i et indianer reservat i La Push. Hans mor døde i en bilulykke, da han var mindre. 
Han har to storesøstre, de er tvillinger, Rachel og Rebecca Black, men ingen af dem bor hjemme mere. Rachel går på college og Rebecca er gift med en surfer og bor på Hawaii. 
Rachel kommer dog kort hjem en periode i Breaking Dawn, og der bliver Paul, en varulv fra koblet, forelsket i hende. Varulve kan blive forelsket på en anden måde en mennesker, når først de finder deres “anden halvdel”. Det kaldes "prægning” (engelsk: imprenting). De vier deres liv til den person de har oplevet det med. Det var det der skete med Paul og Rachel, så derfor blev Rachel hjemme.
Bellas første møde med Jacob er, da hun tager med nogle venner på stranden i La Push. Men i filmen møder hun ham første gang når Billy Black kommer hjem til Charlie for at se en baseballkamp og afleverer bilen. På stranden lokker hun Jacob til at fortælle hende nogle gamle Quileute sagn, ved at flirte med ham og spørge om han ikke vil med hende ned til stranden. Han anser bare de gamle quileute sagn som "scary stories". Legenderne leder dog Bella ind på hvad Edward og hans familie virkelig er, og senere hjælper det hende til at gætte hvad Jacob er/bliver.
I New Moon, udvikler Bellas og Jacobs venskab sig. Efter en stor omvæltning i Bellas liv tilbringer hun stort set al sin fritid sammen med Jacob. 
I hvert fald indtil Jacob bliver til en varulv og undgår hende på grund af ordre fra Sam Uley, ulveflokkens leder. 
Bella lader sig dog ikke så let affeje, og bliver ved med at opsøge ham, indtil han finder en måde at fortælle hende sandheden på. 
Da Victoria kommer tilbage for at dræbe Bella i New Moon, er det varulvene, der beskytter hende.
Bella elsker Jacob som en bror, men til hendes store ærgrelse bliver Jacob forelsket i hende. 
Deres venskab går i stykker, da Cullen familien vender tilbage til Forks, da vampyrer og varulve er dødsfjender.
I Eclipse lykkes det dem at opbygge deres venskab igen, selvom det er noget mere anspændt og besværligt end før.
Jacob lægger ikke skjul på sine følelser for Bella, hvilket fører til et endnu mere anspændt forhold mellem ham og Edward.
I slutningen af Eclipse erkender Bella over for sig selv at hun også er forelsket i Jacob. Det er bare ikke nok til at ændre noget da hun elsker Edward endnu højere.
I slutningen af Eclipse hvor Jacob kan se at slaget er tabt og at Bella elsker Edward højest, stikker han af hjemmefra og lever et vildt liv som ulv.
I Breaking Dawn, kommer han dog tilbage for at sige farvel til hende ved hendes og Edwards bryllup.
Da de kommer tilbage fra bryllupsrejsen er han sikker på at Edward har gjort hende til en vampyr og ude af sig selv af sorg og raseri, prøver han at overtale de andre varulve til at angribe Cullen familien, da de ved at forvandle Bella til vampyr har brudt fredstraktaten mellem vampyrer og varulve.
Sam nægter dog at angribe så længe der ikke er beviser for at Bella er blevet til en vampyr, eller dræbt i forsøget på at blive en.
Jacob opsøger derfor familien Cullen. Til hans lettelse er Bella ikke blevet forvandlet til en vampyr. Hans lettelse bliver dog til rædsel, da han finder ud af at Bella er gravid, og at det er ved at tage livet af hende. Bella nægter at lade Carlisle fjerne barnet og insisterer på at gennemføre graviditeten.
Varulve flokken beslutter sig nu for at angribe, da de ikke ved om Bella og Edwards ufødte barn vil udgøre en trussel mod menneskene i Forks og omegn. Målet med angrebet er at dræbe barnet, men derved bliver de også nødt til at dræbe Bella.
Jacob nægter at deltage i angrebet, der vil skade Bella, så han løsriver sig fra flokken og beslutter at advare hende og familien Cullen om det forestående angreb.
Til hans store irritation beslutter en af de yngste medlem af flokken, den 15-årige Seth Clearwater, at følge ham i stedet for Sam. Senere følger Seths søster, Leah Clearwater, også med.
Som Bella kommer nærmere på fødslen indser Jacob at det eneste der kan rede hendes liv, eller hendes eksistens, er at hun bliver forvandlet til en vampyr, det øjeblik hun har født.
Som Ephraim Blacks, den sidste høvding for Quileute indianerne og den mand der indgik traktaten med Cullen familien, tipoldebarn er det i hans magt at give Edward lov til at bide Bella uden at bryde traktaten og derved starte en krig, mellem vampyrerne og varulvene.
Og da han trods alt hellere vil have at Bella bliver en vampyr end at hun dør, giver han sin tilladelse.
Efter fødslen ser det dog ikke ud til at Bella klare den, og blindet af sorg kaster Jacob sin vrede på hendes barn, som han giver skylden for hendes død.
Men da han ser barnet, en pige kaldet Renesmee, forsvinder hans had som dug for solen, og erstattes af den samme kærlighed, som han følte for hendes mor. Blot meget stærkere. I bogen på Engelsk beskrives første gang han ser Renesmee således:
"Everything inside me came undone as I stared at the tiny porcelain face of the half-vampire, half-human baby. All the lines that held me to my life were sliced apart in swift cuts, like clipping the strings to a bunch of balloons. Everything that made me who I was – my love for the dead girl upstairs, my love for my father, my loyalty to my new pack, the love for my other brothers, my hatred for my enemies, my home, my name, my self- disconnected from me in that second – snip, snip, snip – and floated up into space. I was not left drifting. A new string held me where I was. The gravity of earth no longer tied me to the place where I stood. It was the baby girl in the blond vampire's arms that held me here now. Renesmee" [Breaking Dawn], side 412-413
Efter at Bella vågner som vampyr, er hun meget overrasket, over at Jacob stadig befinder sig i huset. Han havde gjort det klart at han nok ikke kunne være venner med hende efter hendes forvandling.
Bellas første reaktion på at Jacob har 'imprinted', også kaldet Prægning,(varulve-udtrykket for når man finder sin sjæle ven, som er det der lige er sket for Jacob), er hvidglødende raseri, og fordi hun er en ny vampyr, hvilket er ensbetydende med svækket selvkontrol, prøver hun at rive hovedet af ham da han kalder Renesmee for Nessie. Det lykkes dog ikke da Seth Clearwater hopper ind foran hende i sin ulveform. Det koster ham en brækket skulder. Men hendes raseri fordamper og de bliver venner igen.
Taylor Lautner spiller rollen som Jacob Black i Twilight film.

### Carlisle Cullen
Carlisle Cullen er Esmes mand, og adoptivfar til Edward, Rosalie, Emmett, Alice, og Jasper.
Carlisle blev født et sted i 1640'erne i London. I Twilight har han lige holdt sin 362 års fødselsdag, men da han ikke kender det præcise årstal han blev født i er det bare et gæt. Dog må det have været før 1653, da der i bogen står at det var før Cromwell kom til magten.
Han var 23 da han blev bidt og blev forvandlet til en vampyr. I bøgerne udgiver han sig for at være omkring 30.
Han var den eneste søn af en Anglikansk præst. Hans mor døde under fødslen.
Carlisles far var ikke en tolerant mand. Da protestantismen vandt frem forfulgte han folk, der var romers-katolske eller havde en anden religion. Han troede også stærkt på eksistensen af det onde.
Han var lederen af mange former for jagte. Han jagtede varulve, hekse, vampyrer og andre lignende væsner.
Carlisles far håbede at hans søn ville følge i hans fodspor, og da han blev gammel satte han Carlisle i spidsen for at forfølge og brænde disse væsner.
Men Carlisle var ikke som sin far, og i starten syntes hans far at han var en skuffelse. Han var ikke hurtig nok til at anklage folk, eller god nok til at se dæmoner overalt.
Men Carlisle, der var klogere end sin far, fandt frem til en rigtig gruppe vampyrer, der holdt til i Londons kloaksystem.
Da de ville fange dem forfulgte Carlisle og nogle af de andre mænd en, da denne flygtede. Men i stedet for at løbe væk, vendte vampyren sig mod dem og angreb.
Carlisle var den første der blev bidt, men før vampyren nåede at dræbe ham, angreb de andre mænd ham, og han efterlod Carlisle på gaden.
Carlisle vidste at hans far ville sørge for at ligene af dem, der var faldet ville blive brændt, inklusiv ham selv. Så for at redde sit liv, kravlede han væk fra gaden og gemte sig i en kælder under nogle rådne kartofler, hvor han blev i tre dage. På mirakuløs vis forblev han stille under hele forvandlingen og blev derfor ikke opdaget.
Da han blev klar over hvad han var blevet til, blev han dybt ulykkelig. Han nægtede at dræbe mennesker, så han prøvede at dræbe sig selv i stedet for. Han prøvede at hoppe ud fra store højder, at drukne sig selv, at sulte sig, men intet virkede.
For at sikre sig at han ikke mistede selvkontrollen og dræbte et menneske opsøgte han de mest ensomme steder han kunne, langt væk fra mennesker.
Det var sådan han fandt ud af at, vampyrer ikke behøvede at drikke menneskeblod, men at de også kunne drikke dyreblod.
Hans tørst overvældede ham da han var på et af disse ensomme steder og han nedlagde et rådyr og drak dets blod.
Hvor han før havde været svag af tørst, kom hans styrke tilbage til ham.
Efter at have fundet denne nye måde at eksistere på, begyndte han at udnytte al den tid han nu havde til rådighed. Han svømmede til Frankrig hvor han læste på adskillige universiteter. Han læste musik, videnskab og medicin.
At læse medicin og redde menneskeliv blev hans kald. Men det var hårdt arbejde. Det tog ham to århundreder at gøre sin selvkontrol så perfekt at han næsten ikke lagde mærke til lugten af menneskeblod.
Mens Carlisle studerede i Italien fandt han andre vampyrer. Aro, Marcus og Caius, også kendt som Volturierne. De var anderledes end de vampyrer han kendte fra England, mere civiliserede.
Han blev sammen med dem i nogle årtier, men forlod dem igen da de blev ved med at prøve at få ham til at gå over til sin "naturlige fødekilde" og at han ikke havde held med at overtale dem til at prøve hans livsstil.
På det tidspunkt besluttede han sig for at prøve at leve i "Den Nye Verden".
Han håbede på at finde andre, der var som ham selv.
Mens han levede i Amerika opdagede han at han kunne fungere i menneskesamfundet, og han begyndte at arbejde som læge.
Det pinte ham dog at han var så alene, han kunne ikke risikere at danne bekendtskaber med mennesker, da de ville opdage at han var noget specielt.
Det var på et hospital i Chicago at han fandt Edward, der var døden nær af den Spanske syge. Han havde passet Edwards forældre, Edward Mason Senior og Elizabeth Mason, der begge var døde, og vidste at han var alene.
Før Edwards mor, Elizabeth Mason døde, havde hun afkrævet Carlisle et løfte om at han ville gøre alt hvad der stod i hans magt, for at redde hendes søn. Hun havde lagt specielt vægt på at han skulle gøre alt hvad der stod i hans magt, og hvad ingen andre kunne gøre.
Carlisle fandt aldrig ud af om hun vidste hvad han i virkeligheden var, og i så fald hvordan hun havde gættet det, da hun døde kort efter at have afkrævet ham løftet.
På grund af løftet og et desperat ønske om en at dele sin tilværelse med nogen, fjernede han Edward fra hospitalet før han døde, og forvandlede ham til en vampyr.
Senere fandt han Esme i et lighus, hvor hun var blevet bragt hen selvom hun endnu ikke var død. Hun havde hoppet ud fra en klippe i et forsøg på at begå selvmord, efter at have mistet et barn. Hendes hjerte var så svagt at man ikke troede at hun stod til at redde.
Den næste Carlisle forvandlede var Rosalie, som han fandt døende på en gade efter at hun var blevet voldtaget og næsten dræbt af sin forlovede og nogle af hans venner.
Efter at have forvandlet Rosalie, håbede han på at hun kunne blive for Edward hvad Esme var for ham. Men ingen af dem følte mere end søskendekærlighed for hinanden.
Dernæst var det Emmett, som Rosalie bragte til ham, efter at hun havde reddet ham fra at blive dræbt af en bjørn.
Alice og Jasper sluttede sig til familien senere.
Carlisle arbejder som kirurg på det lille hospital ved Forks. Han er meget udholdende med blod. Han arbejder praktisk talt med blod hver eneste dag.
Carlisle spilles af Peter Facinelli i Twilight film.

### Esme Cullen
Esme Cullen (født Esme Anne Platt og senere Esme Anne Platt Evenson) er hustru til Carlisle og adoptivmor til Edward, Rosalie, Emmett, Alice, og Jasper. Hun elsker at restaurere gamle bygninger. Hendes menneskelige alder er 26. Hun har ikke nogen speciel evne, men hun elsker andre stærkt.
Esme er høj med karamel-farvet hår. Hun har et hjerteformet ansigt med smilehuller, hun er slank samtidig med at hun er mere rund i formerne.
Esme blev født i 1800-tallets Columbus, Ohio. Da hun var 16, brækkede hun benet, da hun klatrede i et træ. Hun blev behandlet af Carlisle.
Hun giftede sig senere med Charles Evenson, der mishandlede hende. Efter at hun fandt ud af at hun var gravid, stak hun af og fødte en søn, som døde efter nogle få dage. Ulykkelig over hans død, prøvede Esme at begå selvmord, ved at hoppe ud fra en klippe. Hun blev erklæret død, og bragt til lighuset. Carlisle, som huskede at han havde behandlet hende for mange år siden, kunne føle hendes hjerteslag og forvandlede hende til vampyr.
Esme blev senere forelsket i Carlisle og de giftede sig. Hun elsker sine adoptivbørn som hvis de havde været hendes egne børn, men hun er fortsat bedrøvet over at hun ikke selv kan få nogen.
Esme ejer en ø uden for Rio’s kyst, ved navn “Isle Esme”, som Carlisle har givet hende i gave.
Elizabeth Reaser spiller Esme i Twilight film.

### Rosalie Cullen
Rosalie Lillian Hale. er adoptivdatter af Esme og Carlisle. Hun er adoptivsøster til Edward Cullen, Alice Cullen og Jasper Hale samt gift med Emmett Cullen. Hendes menneskealder er 18 år. og hun blev født i 1915 i Rochester, New York, som datter af en bankmand. Rosalies borgerlige navn er Rosalina Lillian Hale.
Rosalie var, fra da hun var helt lille, vant til at få, hvad hun ville have, fordi hun var det smukke barn. Gennem hele sit liv var hun altid blevet kaldt den "smukke". Rosalie voksede op i middelklasses familie, der var heldig nok til at have overlevet “Den store depression” et par pr tidligere. Hendes far var ansat i en bank, og husets penge blev tjent der. Da Rosalie var fyldt 18, blev hun en dag sendt ned til sin fars kontor for at aflevere en madpakke. Som Rosalie selv fortæller i bøgerne, var det ikke det der overraskede hende, hun var vant til at blive sendt ned til sin far. Men hun syntes nu det var sært, at hun inden det, fik besked på at skifte til en ny, ren og hvid kjole, at sætte håret op, og skulle vurderes af sin moder først.
Hun var vant til at få nye kjoler, men at skifte fra en temmelig pæn kjole over til en smuk kjole, bare for at gå ned til sin fader, var nu lidt sært. Efter hun havde gået og spekuleret lidt over det, valgte hun bare at nyde at alles øjne var på hende, i stedet.
Banken blev ejet af den "royale" familie i Rochester, familien King. Sønnen, Royce King, der snart skulle overtage banken, lagde straks mærke til Rosalie. To måneder efter blev han og Rosalie forlovet. Han kom fra en meget rigere familie end hende, hvilket hun syntes var et plus. Hun havde det utroligt godt med Royce, hun følte sig smuk, velhavet og ikke mindst elsket. Hun begyndte mere og mere at tro, at det var den kærlighed, som hun havde læst om i bøger, og set andre mennesker opleve.
Hendes nærmeste veninde Vera, havde det yndigste lille barn med brune krøller og blå øjne. Rosalie begyndte at ønske sig hendes eget barn. Efter noget tid begyndte hun at lægge mærke til måden Vera og hendes mand var sammen på. Hun fandt hurtigt ud af, at det var en anden slags kærlighed. En kærlig kærlighed, en hvor man krammer farvel eller modtager et kys på kinden når man kommer hjem. Den kærlighed som hun kendte, hvor man hilser, får gaver og følges til store begivenheder blegnede pludselig i sammenligning. Hun ignorerede det dog, og tænkte på de smukke lyshårede børn hun selv engang ville få.
Men en dag da hun var ovre hos hendes veninde Vera, gik hun sent hjem, og på vejen hjem mødte hun Royce og nogle af hans venner. De var fulde og den nat blev hun tæsket, sparket og slået og i det hele taget misbrugt, på de værst mulige måder. Royce og hans venner går leende ved tanken om at hun er død, men det er hun ikke. Hun bliver efterladt i sneen, helt alene, og kan ikke bevæge sig.
Rosalie ligger i lang tid og venter på at dø, indtil Carlisle ved en tilfældighed får færten af hende. Carlisle redder hende ved at forvandle hende, da han ikke kan redde hende på andre måder.
Efter forvandlingen er hun utilfreds og snakker ikke med nogen. Hun er sur over, at hun skal leve evigheden med minderne om den nat, og uden muligheder for at få de børn som hun har drømt om. Hun opsøger de mænd der dræbte hende den nat, og torturerer dem til døde, én for én. Hun gemmer Royce, sin tidligere forlovede til sidst. De drab er de eneste drab hun har begået.
I starten hader Edward Rosalie, da han bare ser hende som en forkælet møgunge. Men efter lang tid ændres han syn på hende. Men Edward har stadig mange problemer med Rosalie, da hun ikke altid gør ting for den rigtige grund.
Efter en lang tur i skoven ser hun en mand, som er ved at blive overfaldet af en bjørn. Hun redder ham fra bjørnen, men hun kan straks se at det ikke er nok for at redde ham, så derfor tager hun ham tilbage til Carlisle for at han kan forvandle ham. Manden hun redder er Emmett
. Hun redder ham fordi han minder hende om sin veninde Veras søn.
Rosalie er mest kendt for to ting. 1: At være utrolig smuk. 2: At være utrolig led mod Bella. Rosalie er født med stor skønhed, og den bliver endnu større da hun bliver forvandlet.
Grunden til, at Rosalie er så led mod Bella, er, at hun er jaloux. Bella er et menneske og har alle de ting, som Rosalie ønsker sig og især muligheden for at få et barn. Men det gør kun Rosalie endnu mere sur, at Bella er villig til at opgive det hele. Rosalie og Bella får et bedre forhold da Bella bliver gravid og vælger at beholde barnet.
Nikki Reed spiller Rosalie i Twilight film

### Emmett Cullen
Emmett Cullen (født Emmett McCarty.) er Rosalies mand, Carlisle og Esmes adoptivsøn, og adoptivbror til Edward, Alice, og Jasper.
Emmett er beskrevet som høj, kraftig, ekstremt muskuløs, og fremstår mere truende over for mennesker end hans adoptivsøskende. Han har kort krøllet mørkt hår og smilehuller.
Emmett var 20 og boede i Gatlinburg, Tennessee. Han blev angrebet af en bjørn i 1935, og skaderne var så alvorlige, at han var døden nær. Rosalie var på jagt i området, og således fandt hun ham. Hun syntes, han mindede om Veras lille dreng, som også havde krøller, smilehuller og et uskyldigt udtryk. Hun bar ham over 100 mil til Appalachia hvor Carlisle Cullen var og bad ham om at forvandle Emmett til vampyr.
Emmett blev en del af familien, men havde i begyndelsen vanskeligt ved at indordne sig under familiens diæt af dyreblod.
Kellan Lutz spiller Emmett iTwilight film.

### Alice Cullen
Alice Cullen (født Mary Alice Brandon) er Esme og Carlisles adoptivdatter.
Hun er adoptivsøster til Edward, Rosalie, Emmett samt kæreste med Jasper Hale.
Alice kan ikke huske sin tid som menneske, men hun ved, at det var en ældre vampyr, der forvandlede hende. Hun var på en psykiatrisk hospital på grund af sine allerede den gang synlige evner, før hun blev vampyr. Alice er beskrevet som lille og pixielignende. Hun er yndefuld med kort, strittende sort hår. Hendes specielle evne er, at hun kan se ud i fremtiden. Dog kan fremtiden ændre sig, hvis personen ændrer mening. Hvilket vil sige at hendes evner er subjektive.
Man har en teori om at Alice kan se mennesker, fordi hun selv har været et. Men da hun ikke er eller har været varulv, kan hun ikke se dem i fremtiden.
Som menneske havde Alice en søster, der hed Cynthia, og hun er moster til en ældre kvinde.
Ashley Greene spiller Alice i Twilight film.

### Jasper Hale
Jasper Hale er det medlem af Cullen-familien, der har været "vegetar" i mindst tid, selvom han er den, der har været vampyr i længst tid. Til forskel fra de andre i familien går han ikke så højt op i ikke at dræbe mennesker for at drikke deres blod, men han afholder sig fra at gøre det, da han er villig til at gøre alt for Alice Cullen, som han er kæreste med.
Han har evnen til at mærke andres følelser og kontrollere, hvordan de føler.
I Twilight udgiver han sig for at være Rosalies tvillingebror og bliver kaldt Jasper Hale.
Jasper Hale, født Jasper Whitlock, blev født i 1844 i Houston, Texas. Under den amerikanske borgerkrig meldte han sig til hæren i 1861, da han var næsten 17 år gammel.
Han var ikke i hæren særligt længe, men han steg hurtigt i rang.
Ved det første slag om Galveston i 1863, var han allerede major. Den yngste af slagsen i Texas.
Han havde til opgave at evakuere kvinder og børn fra byen til Houston.
På vej tilbage til Galveston, mødte han tre utroligt smukke kvinder, Maria, Lucy og Nettie, der dog viste sig at være vampyrer. Maria kunne lide ham og besluttede sig for at forvandle ham til en vampyr.
Efter at han var blevet til en vampyr, blev han trukket ind i en anden krig end den amerikanske borgerkrig. Det var en krig, der foregik mellem sydstatsvampyrerne. De sloges om hvem, der havde adgang til de tættest befolkede områder og derved også, hvem der havde adgang til mest mad.
Krigen blev udkæmpet af nye vampyrer, der blev styret af ældre vampyrer. Vampyrer er stærkere ca. det første år de eksisterer, fordi de har deres ejet blod at tage fra, menneskeblod giver mere styrke end dyreblod, så derfor blev de brugt som soldater. Desuden var det den nemmeste måde at skaffe nye folk på.
Maria var i gang med at samle sig en hær af nye vampyrer, og hun fandt hurtigt ud af, at Jasper kunne hjælpe hende. Han blev "forfremmet" til at stå for deres træning.
På grund af Jaspers evne til at kontrollere deres følelser, fik de samlet en større gruppe end nogen andre, og trænet dem bedre.
De beholdt de nye vampyrer i et år, hvis de da ikke var faldet i kamp inden da. Derefter var det Jaspers job af skille sig af med dem, da de ikke kunne bruges, efter at de var blevet lige så "svage" som ældre vampyrer.
Jaspers liv fortsatte sådan i flere årtier, til han til sidst var led og ked at sit "liv".
En ny vampyr, der fik lov til at leve længere end det ene år, var Peter. Han havde vist sig nyttig i kamp, og Jasper blev ven med ham.
Han skulle hjælpe Jasper med at dræbe de vampyrer, der havde rundet deres årsmærke. Men en af dem, der skulle dræbes, var en kvindelig vampyr kaldet Charlotte, som Peter var forelsket i. Han advarede hende, og de stak af sammen.
Fem år senere kom Peter tilbage for at fortælle Jasper om en anden måde at leve på. En hvor han ikke behøvede at kæmpe hele tiden. Jasper forlod Maria og rejste med Peter og Charlotte.
Men han var deprimeret, specielt efter at han havde spist = dræbt.
Hver gang han dræbte et menneske, gennemlevede han de samme følelser, som de gjorde. Han havde dræbt så meget i løbet af sin tid som vampyr, at han veg tilbage fra at dræbe andre, selv mennesker.
Da det blev værre, forlod han Peter og Charlotte for at rejse rundt alene.
Det var sådan, han mødte Alice. Han var i Philadelphia og besluttede sig for at gemme sig i en halvtom café i løbet af dagen. Men da han kom derind, kom Alice ham i møde. Hun havde set ham i et af sine syner og vidste, at de hørte sammen. Hun fortalte ham om Carlisle, hans familie og deres måde at leve på, og for første gang i et århundrede følte han håb.
Efter at de havde fundet hinanden, sluttede de sig til Cullen-familien.
Jasper Hale spilles af Jackson Rathbone i Twilight

### Renesmee Cullen
Renesmee Carlie Cullen (Renesmee er sammentrækning af Renee og Esme, Carlie er sammentrækning af Carlisle og Charlie, også kaldet Nessie) er barn af Edward Cullen og Bella Cullen (tidligere Isabella Swan) og er havlt menneske og halvt vampyr (hybrid).
Bella blev på sin bryllupsrejse med Edward gravid med Renesmee. Bellas graviditet var meget kort og meget hård, da Renesmee er halvt vampyr og derfor skader Bella indefra, ved f.eks. at brække hendes ribben. Bella er nødt til at drikke blod (donorblod som Carlisle får fat i via sit job som kirurg) for at hun og barnet kan overleve.
Renesmee er en dag ved at blive kvalt i al det blod, Bella har drukket, og Bella brækker sin ryg, fordi hun er blevet så svag. Edward skærer Bellas mave op. Under fødslen dør Bella, hun stopper med at trække vejret. Herefter forvandler Edward Bella til vampyr, ved at bide hende, for at hun ikke dør af blodtab eller den brækkede rygrad. Dagen efter da Renesmee er kommet ud, har de givet Bella noget fint tøj på. Bella bliver anbragt på et bord og sørger over hende, da hun pludselig åbner øjnene. Hun er vampyr.
Renesmee er født d. 11 september 2006.
Renesmee er ligesom sin far speciel da hun, ved berøring, kan vise sine tanker. Hendes far, Edward Cullen, mener også at Renesmee kan det modsatte af sin mage og Renesmees mor Bella, som er et skjold, han mener at folk ikke kan holde Renesmee ude, derfor er hun uimodståelig. Hendes evne viser sig at være nyttig senere.
Renesmee vokser meget hurtigt og hun er fuldt udviklet efter 7 år.
Renesmee har i bogen brune øjne og bronzefarvet, krøllet hår. Ligesom hendes krop og størrelse ændrer sig drastisk, vokser hendes hår også hver dag.
Renesmee Carlie Cullen bliver spillet af Mackenzie Christine Foy i Twilight-filmene.

## Vampyr Klaner – Vampyr Oversigt
'*' vampyr betragteligt overnaturligt talent
- forbundne par de ældste står først
Gennemstreget = død før begyndelsen af Breaking Dawn.

### Amazonas Klanen
- Kachiri
- Senna
- *Zafrina

### Denali Klanen
- *Eleazar – Carmen
- Irina – Laurent
- *Kate - Garrett
- Sasha
- Tanya
- Vasilii

### Den Egyptiske Klan
- Amun – Kebi
- *Benjamin – Tia

### Den Irske Klan
- *Maggie
- *Siobhan – Liam

### Olympichalvøens Klan/Cullen Klanen
- Carlisle- Esme
- *Alice-*Jasper
- Emmet-Rosalie
- *Bella-*Edward
- Renesmee-Jacob Black (de kommer sammen efter Renesmee er færdigudviklet.

### Volturi Klanen
(vampyrenes "kongehus")
- *Aro – Sulpicia
  - Caius – Athenodora
- *Marcus – *Didyme

#### Volturi Garden
- *Alec
- *Chelsea – *Afton
- *Corin
- *Demitri
- Felix
- *Heidi'
- *Renata
- Santiago
- *Jane

### Den Rumænske Klan
- Stefan
- Vladimir

### De Europæiske Nomader
(Nomader = vampyrer uden klan)
- *Alistair
- *Charles – Makenna

### De Amerikanske Nomader
- Garrett ( bliver efterfølgende en del af Denali Klanen )
- *James – *Victoria
- Mary
- Peter – Charlotte
- Randall

## Varulve og deres mager
- Sam Uley – Emily Young
- Jacob Black (bliver muligvis senere gift med Renesmee, datter af Bella og Edward, men der er kun 4 bøger og den fjerde slutter imens Renesmee er lille)
- Seth Clearwater
- Leah Clearwater
- Embry Call
- Quil Ateara – Claire
- Jared – Kim
- Paul – Rachel Black
- Collin
- Brady

Tidligere varulve:
- Ephraim Black
- Levi Uley